# 大崎章
大崎 章（おおさき あきら、1961年 - ）は、日本の映画監督である。群馬県出身。

## 来歴
龍村仁に師事して、ドキュメンタリー番組、CMなど制作。その後フリーになり、助監督として『無能の人』（竹中直人監督）、『あの夏、いちばん静かな海。』（北野武監督）、『ソナチネ』（同）、『2/デュオ』（諏訪敦彦監督）、『洗濯機は俺にまかせろ』（篠原哲雄監督）、『式日』（庵野秀明監督）、『スリ』（黒木和雄監督）、テレビ『私立探偵濱マイク』などに携わる。『リンダ リンダ リンダ』（山下敦弘監督）では監督補を務めた。
2006年、『キャッチボール屋』で長編映画監督デビュー。本作で第16回日本映画批評家大賞新人監督賞を受賞した。
2015年、渋川清彦と光石研を主演に迎えた『お盆の弟』が公開される。
第37回ヨコハマ映画祭において、主演男優賞、助演男優賞、助演女優賞、脚本賞の4冠を受賞した。

## フィルモグラフィー

### 映画
- キャッチボール屋（2006年）
- お盆の弟（2015年）　※ 第23回レインダンス映画祭出品作品[3]
- 無限ファンデーション（2018年）

### オリジナルビデオ
- TV放送禁止シリーズ 着信（2004年）